# Rockersbach
Rockersbach ist ein Ortsteil der Gemeinde Reischach im oberbayerischen Landkreis Altötting. 

## Lage
Der Weiler liegt ca. 2,5 km westnordwestlich von Reischach. Neben dem Kernort verteilen sich die insgesamt acht Anwesen (Stand 2020) verstreut auf der Flur. Im Norden befindet sich eine Kiesgrube. Der namensgebende Rockersbach entwässer das Gebiet über den Reischachbach in den Inn.

## Geschichte
Kurz vor dem Jahr 1151 lässt ein Chadalhoh von Ruotkozzispach (= Rockersbach) sieben Hörige an die Kirche von Salzburg übergeben. Der Ortsname geht vermutlich auf den Ortsgründer Ruodgozz (Ruotkozz) zurück, der hier mit seinen Leuten „am Bach“ siedelte.
Bis zur Gemeindegebietsreform war Rockersbach ein Ortsteil der Gemeinde Arbing. Diese wurde am 1. Juli 1971 in die Gemeinde Reischach eingegliedert.

## Sehenswertes
Stand 2020 sind in Rockersbach zwei Baudenkmäler eingetragen.
→ Liste der Baudenkmäler in Rockersbach